# فخر ایران عنقا
فخر ایران عنقا (زاده ۱۲۹۶ تهران - درگذشته ۲۵ دی ۱۳۸۶ )
اولین دانشجوی زن در اولین دوره تأسیس دانشکده هنرهای زیبای تهران در سال ۱۳۲۰–۲۱ که در سال ۱۳۲۴ فارغ التحصیل شد.

## زندگی
ایشان در سال ۱۲۹۶ ه.ش در خانوادهٔ عارف و ادیب عنقا دیده به جهان گشود و از پنج سالگی تحصیل را زیر نظر پدر و مادر و معلمین سر خانه آغاز کرد، به سبب علاقهٔ فراوان به هنر در سال ۱۳۱۰-۱۳۰۹ ه.ش به مدرسه صنایع قدیمه راه یافت و در کنار افرادی چون زنده یاد استاد کلارا آبکار، شادروان استاد نیره نیک آیین، از محضر استاد هادی تجویدی رمز و راز نقاشی مینیاتور و تذهیب و از زنده یاد استاد علی درودی تذهیب را فراگرفت. او در سال ۱۳۱۳ شمسی به سمت هنرآموز هنرستان نسوان (وابسته به مدرسه صنایع قدیمه) با ماهی دویست ریال به استخدام اداره کل صناعت و فلاحت درآمد. سپس در سال ۱۳۲۰–۲۱ شمسی در اولین دوره تأسیس دانـشکده هنر زیـبای تـهران وارد ایـن دانشکده شد. وی هم‌زمان با تحصیل در دانشکده هنرهای زیبا و بهره گیری از تعالیم استاد علیمحمد حیدریان در نقاشی رنگ روغن نیز مهارت یافته. و پس از فارغ التحصیلی و در سـال ۱۳۲۴ به عنوان دبیر به استخدام آموزش و پرورش درآمد و در رشته‌های نقاشی، زبان انگلیسی در دبیرستانهای دخترانه و دانشسراها به تدریس پرداخت و در سال ۱۳۵۶ از خدمات آموزشی بازنشسته شد.

## آثار وی
وی در زمینه مینیاتور و نقاشی زیر لاکی و تذهیب و تشعیر درخشش چشمگیری داشته‌است. 
ولی به سبب مشکلات و مصائب زندگی خانوادگی و گرفتاریهای ناشـی از شـغل مـعلمی نـتوانسته آثار زیـادی از خـود به یادگار بگذارد با این حال آثار زیبای مینیاتور به جای نمانده از ایشان در موزهٔ ملی و موزه‌ای در خارج از ایران نگهداری می‌شود.

## آخرین اطلاعات
بزرگداشتی جهت قدردانی از وی همراه نمایش معدودی از آثارش در روز ۱۳ بهمن ۱۳۸۱ در موزه هنرهای ملی ایران در حضور ایشان و وزیر فرهنگ و ارشاد اسلامی وقت احمد مسجد جامعی برگزار شد.
استاد فخرایران عنقا در تاریخ ۲۵ دی ماه ۱۳۸۶ خورشیدی در سن ۹۰ سالگی در منزل شخصی خود دار فانی را وداع گفت.

## منبع
1. ↑  «مسجدجامعی در مراسم بزرگداشت بانو عنقا». بایگانی‌شده از اصلی در ۲۷ سپتامبر ۲۰۰۷. دریافت‌شده در ۱۴ آوریل ۲۰۰۷.
2. ↑  «بزرگداشت استاد فخر ایران عنقا برگزار می‌شود». بایگانی‌شده از اصلی در ۲۷ سپتامبر ۲۰۰۷. دریافت‌شده در ۱۴ آوریل ۲۰۰۷.